# Carbon Hill, Alabama
Carbon Hill är en stad i Walker County i Alabama. Vid 2010 års folkräkning hade Carbon Hill 2 021 invånare.